# La hora bruja
La hora bruja és una pel·lícula còmica espanyola de 1985 dirigida per Jaime de Armiñán. Produïda per Serva Films en col·laboració amb TVE. Francisco Rabal i Concha Velasco van obtenir el premi al millor actor i a la millor actriu a la Setmana Internacional de Cinema de Valladolid, i la pel·lícula va ser candidata a l'Oscar a la millor pel·lícula de parla no anglesa de Hollywood de 1985.

## Repartiment
- Francisco Rabal - César
- Concha Velasco - Pilar
- Victoria Abril - Saga
- Sancho Gracia - Rubén
- Asunción Balaguer - la monja

## Argument
César i Pilar són un peculiar matrimoni que han muntat la seva llar en un antic autobús en el qual viatgen per Espanya. César, quan era nen, va ser un nen prodigi amb una memòria extraordinària, però la va perdre en contreure unes galteres i actualment es guanya la vida com a mag de carrer. Mentre viatgen per Galícia recullen a una bella noia anomenada Saga que revolucionarà la vida de la veterana parella.

## Guardons
Victoria Abril va rebre un Fotogramas de Plata 1985 a la millor actriu de cinema.